# Lotten Dorsch
Karolina Charlotta "Lotten" Dorsch, född 29 oktober 1849 i Stockholm och död där 30 augusti 1908, var en svensk skådespelare.

## Biografi
Dorsch var 1866–1868 elev vid kungliga teatrarna, 1868–1872 vid olika sällskap i landsorten, 1872–1875 vid Svenska Teatern i Helsingfors samt 1879–1881 vid Nyare, senare Svenska teatern. Åren 1891–1892 arbetade hon vid Operans dramatiska avdelning, och ledde även en tid ett eget teatersällskap. Hon spelade även i Amerika, och gästspelade vid hemkomsten i August Lindbergs teatersällskap 1895–1896. Mellan 1896 och 1897 var hon anställd vid Vasateatern och från 1898 vid Dramatiska teatern.
Dorsch ansågs vara en tekniskt skicklig skådespelare med intelligens, och hade stor framgång i intrig- och konversationsroller, men även ett starkt temperament, som syntes i många av hennes rolltolkningar. Bland hennes roller märks Lady Macbeth i Macbeth, Hermione i En vintersaga, Portia i Köpmannen i Venedig, Ofelia i Hamlet, Margareta i Faust, Luise i Kabal och kärlek, Hjördis i Kämparna på Helgeland, fru Alving i Gengångare, Rebecka West i Rosmersholm, Hedda Gabler, fru Borkman i John Gabriel Borkman och Tekla i Fordringsägare.
Hon gifte sig i Helsingfors den 14 juni 1874 med skådespelaren Axel Bosin. Paret skilde sig den 17 maj 1889. Hon begravdes på Norra begravningsplatsen den 3 september 1908.

## Teater

### Roller (ej komplett)
| År   | Roll                   | Produktion                                                        | Teater                      |
| ---- | ---------------------- | ----------------------------------------------------------------- | --------------------------- |
| 1875 | Louise                 | Kabal och kärlek Friedrich Schiller                               | Nya teatern                 |
| 1876 | Drottning Kristina     | Drottning Christina Jeanette Stjernström                          | Nya teatern                 |
| 1876 | Ruth                   | Cornelius Nepos Ernst Lundquist                                   | Nya teatern                 |
| 1876 |                        | Härmännen på Helgoland Henrik Ibsen                               | Nya teatern                 |
| 1876 | Mathilde               | De nygifta Bjørnstjerne Bjørnson                                  | Nya teatern                 |
| 1876 |                        | I Sverige 1676 Louise Stjernström                                 | Nya teatern                 |
| 1877 | Emelie                 | Bedragare och bedragne Parainetes (pseudonym)                     | Nya teatern                 |
| 1886 | Birgit Römer           | Geografi och kärlek (Geografi og kærlighed) Bjørnstjerne Bjørnson | Kungliga Dramatiska Teatern |
| 1887 | Rebekka West           | Rosmersholm Henrik Ibsen                                          | Kungliga Dramatiska Teatern |
| 1889 | Eva                    | Eva Richard Voss                                                  | Svenska teatern, Stockholm  |
| 1889 |                        | Ett litet troll Friedrich Gustav Triesch                          | Svenska teatern, Stockholm  |
| 1897 | Änkefru Sälling        | Ungdomslek Frederik Leth Hansen                                   | Vasateatern                 |
| 1899 | Siegbrit               | Kung Kristian II Adolf Paul                                       | Dramatiska Teatern          |
| 1901 | Hertiginnan de Réville | Sällskap där man har tråkigt Édouard Pailleron                    | Dramatiska Teatern          |
| 1906 | Johanna Schellhorn     | Livets maskerad Ludwig Fulda                                      | Dramatiska Teatern          |

## Bilder

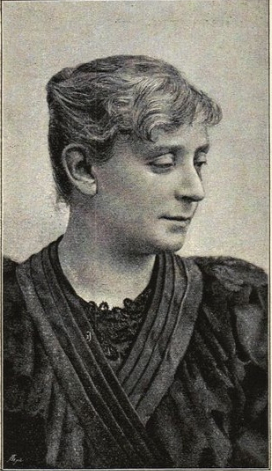
Lotten Dorsch
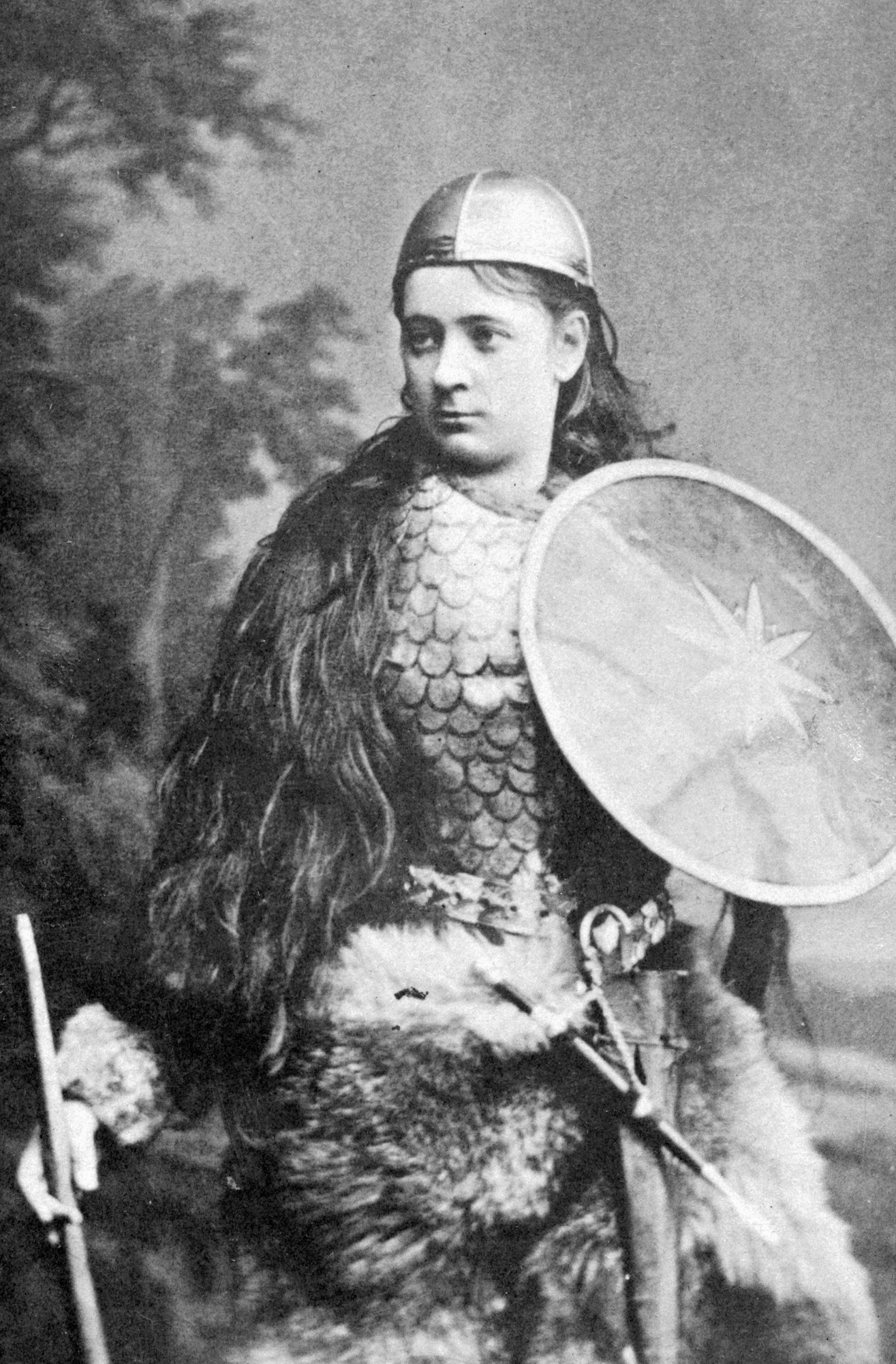
Lotten Dorsch-Bosin som Hjördis i Kämparne på Helgeland, Nya teatern 1875.